# Jan Kurowicki
Jan Kurowicki (ur. 11 października 1943 w Baranowiczach, zm. 11 października 2017 w Jeleniej Górze) – polski filozof, krytyk literacki, poeta, eseista i prozaik, profesor nauk humanistycznych, nauczyciel akademicki Uniwersytetu Zielonogórskiego, Uniwersytetu Wrocławskiego i Uniwersytetu Ekonomicznego we Wrocławiu.

## Życiorys
W 1966 ukończył studia na Wydziale Filozoficznym Uniwersytetu Warszawskiego. Debiutował jako poeta w 1966 na łamach tygodnika „Kultura”. W 1969 uzyskał stopień doktora za rozprawę Literatura XX w. w perspektywie antropologii filozoficznej. W 1974 został doktorem habilitowanym na podstawie dorobku naukowego oraz rozprawy Próba społecznej charakterystyki poznania. W 1983 otrzymał tytuł profesora nauk humanistycznych. Został nauczycielem akademickim Uniwersytetu Wrocławskiego, a potem Uniwersytetu Zielonogórskiego. Objął funkcję kierownika Katedry Nauk Społecznych Akademii Ekonomicznej im. Oskara Langego we Wrocławiu na Wydziale Gospodarki Regionalnej i Turystyki w Jeleniej Górze.
Od 6 lutego 2010 był przewodniczącym Sądu Koleżeńskiego Polskiego Towarzystwa Hegla i Marksa, a od 6 stycznia 2016 przewodniczącym Głównej Komisji Rewizyjnej Stowarzyszenia Marksistów Polskich. 20 kwietnia 2006 w Domu Literatury w Warszawie otrzymał nagrodę UNESCO w dziedzinie krytyki literackiej za całokształt pracy twórczej.
Pochowany na Nowym Cmentarzu w Jeleniej Górze-Cieplicach.

## Twórczość wybrana
- Człowiek i sytuacje ludzkie. Szkice o pisarstwie XX wieku
- Przypowieści (poezje)
- Skryte przejścia wartości. Eseje o światopoglądowych i estetycznych problemach literatury
- Dzień powszedni wyobraźni albo ułomności zdrowego rozsądku w poznaniu poetyckim (szkice)
- Regiony wielkich i małych iluzji (szkice)
- Zwierzenia młodego sceptyka (proza poetycka)
- Artysta jako arcydzieło (felietony i szkice)
- Biurokratyzm i władza (szkice)
- Odchylenia (felietony i szkice)
- Literatura w społeczeństwie (szkice)
- Okolice humanistyki i poetyki (szkice)
- Ironia pojęć zasadniczych (szkice)
- Bajki na dobranoc (poezje)
- Bajki miłosne z kobietami (poezje)
- Estetyczność środowiska naturalnego, Warszawa: Książka i Prasa, 2010. ISBN 978-83-62744-04-6
- Figury i maski w praktykach ideologicznych, Warszawa: Książka i Prasa, 2013. ISBN 978-83-62744-65-7
- O pożytku ze zła wspólnego. Okruchy niepoprawności, Warszawa: CB, 2015. ISBN 978-83-7339-144-4